# Lista de deputados estaduais do Rio Grande do Sul da 38.ª legislatura
Esta é uma lista de deputados da 38ª Legislatura da Assembleia legislativa do Rio Grande do Sul, que assumiram em 1951, com mandatos até 1955:

## Composição das bancadas
| Partido | Líder                       | Bancada | Posição      |
| ------- | --------------------------- | ------- | ------------ |
| PTB     | Leonel Brizola              | 21 / 55 | Governo      |
| PSD     | Mário Lampert               | 17 / 55 | Oposição     |
| PL      | Heitor Galant               | 6 / 55  | Oposição     |
| PRP     | Alberto Hoffmann            | 4 / 55  | Independente |
| UDN     | Artur Bachini               | 4 / 55  | Oposição     |
| PSP     | Derli de Azevedo Chaves     | 2 / 55  | Governo      |
| PSB     | Cândido Norberto dos Santos | 1 / 55  | Independente |

## Deputados estaduais
|    | Nome                              | Partido | Cidade onde nasceu   | Unidade federativa |
| 1  | Adalmiro Bandeira de Moura        | PSP     | Rio Pardo            | Rio Grande do Sul  |
| 2  | Adílio Martins Viana              | PTB     | Rio Grande           | Rio Grande do Sul  |
| 3  | Alberto Hoffmann                  | PRP     | Ijuí                 | Rio Grande do Sul  |
| 4  | Alcides Flores Soares Júnior      | UDN     | Porto Alegre         | Rio Grande do Sul  |
| 5  | Aldo Ângelo Arioli                | PSD     | Bento Gonçalves      | Rio Grande do Sul  |
| 6  | Alfredo Leandro Carlson           | PTB     | Lagoão               | Rio Grande do Sul  |
| 7  | Ariosto Jaeger                    | PSD     | Tupanciretã          | Rio Grande do Sul  |
| 8  | Artur Bachini                     | UDN     | Pelotas              | Rio Grande do Sul  |
| 9  | Cândido Norberto dos Santos       | PSB     | Bagé                 | Rio Grande do Sul  |
| 10 | Croaci Cavalheiro de Oliveira     | PTB     | Rio de Janeiro       | Rio de Janeiro     |
| 11 | Daniel Dipp                       | PTB     | Passo Fundo          | Rio Grande do Sul  |
| 12 | Derli de Azevedo Chaves           | PSP     | Rosário do Sul       | Rio Grande do Sul  |
| 13 | Francisco Solano Borges           | PL      | Santa Maria          | Rio Grande do Sul  |
| 14 | Guido Fernando Mondin             | PRP     | Porto Alegre         | Rio Grande do Sul  |
| 15 | Heitor Galant                     | PL      | Carazinho            | Rio Grande do Sul  |
| 16 | Hélio Alves de Oliveira           | PL      | Montenegro           | Rio Grande do Sul  |
| 17 | Hélio Carlomagno                  | PSD     | Cruz Alta            | Rio Grande do Sul  |
| 18 | Helmuth Closs                     | PRP     | Ijuí                 | Rio Grande do Sul  |
| 19 | Jacinto Marinho Fernandes da Rosa | PSD     | Uruguaiana           | Rio Grande do Sul  |
| 20 | João Batista Marchese             | PSD     | Encantado            | Rio Grande do Sul  |
| 21 | João Caruso Scuderi               | PTB     | Palermo              | Itália             |
| 22 | João Lino Braun                   | PTB     | Estrela              | Rio Grande do Sul  |
| 23 | José Marques da Rocha             | PSD     | Santa Maria          | Rio Grande do Sul  |
| 24 | Leodegário Adail de Morais        | PSD     | Porto Alegre         | Rio Grande do Sul  |
| 25 | Leonel de Moura Brizola           | PTB     | Carazinho            | Rio Grande do Sul  |
| 26 | Leonel Mantovani                  | UDN     | Porto Alegre         | Rio Grande do Sul  |
| 27 | Liberato Salzano Vieira da Cunha  | PSD     | Cachoeira do Sul     | Rio Grande do Sul  |
| 28 | Mário Carlos de Bem Osório        | PTB     | São Gabriel          | Rio Grande do Sul  |
| 29 | Mário de Lima Beck                | PL      | Santa Maria          | Rio Grande do Sul  |
| 30 | Mário Lampert                     | PSD     | Parobé               | Rio Grande do Sul  |
| 31 | Mem de Azambuja Sá                | PL      | Porto Alegre         | Rio Grande do Sul  |
| 32 | Miguel de Castro Moreira          | PSD     | Rio Grande           | Rio Grande do Sul  |
| 33 | Miguel Olive Leite                | PTB     | Pelotas              | Rio Grande do Sul  |
| 34 | Nestor Pereira                    | PRP     | Taquara              | Rio Grande do Sul  |
| 35 | Norberto Harald Schmidt           | PL      | Santa Cruz do Sul    | Rio Grande do Sul  |
| 36 | Odalgiro Gomes Correia            | PSD     | Palmeira das Missões | Rio Grande do Sul  |
| 37 | Osmar da Rocha Grafulha           | PTB     | Rio Grande           | Rio Grande do Sul  |
| 38 | Pio Müller da Fontoura            | PSD     | Panambi              | Rio Grande do Sul  |
| 39 | Pompílio Gomes Sobrinho           | PSD     | Gravataí             | Rio Grande do Sul  |
| 40 | Porcínio Borges Pinto             | PSD     | Estância Velha       | Rio Grande do Sul  |
| 41 | Procópio Duval Gomes Freitas      | PSD     | Pelotas              | Rio Grande do Sul  |
| 42 | Raul Antônio Armando Pereira      | PTB     | Capão da Canoa       | Rio Grande do Sul  |
| 43 | Romeu Roese Scheibe               | PSD     | Lajeado              | Rio Grande do Sul  |
| 44 | Rubem Bento Alves                 | PTB     | Caxias do Sul        | Rio Grande do Sul  |
| 45 | Rui Rocha Noronha de Melo         | PTB     | Pelotas              | Rio Grande do Sul  |
| 46 | Siegfried Emanuel Heuser          | PTB     | Santa Cruz do Sul    | Rio Grande do Sul  |
| 47 | Sueli Gomes de Oliveira           | PTB     | Osório               | Rio Grande do Sul  |
| 48 | Sílvio Umberto Ulderico Sanson    | PTB     | Guaporé              | Rio Grande do Sul  |
| 49 | Teobaldo Neumann                  | PTB     | Tapes                | Rio Grande do Sul  |
| 50 | Unírio Carrera Machado            | PTB     | Santo Ângelo         | Rio Grande do Sul  |
| 51 | Vítor Oscar Graeff                | UDN     | Erechim              | Rio Grande do Sul  |
| 52 | Valdomiro Vasconcelos Domingues   | PTB     | Eldorado do Sul      | Rio Grande do Sul  |
| 53 | Walter Peracchi Barcelos          | PSD     | Porto Alegre         | Rio Grande do Sul  |
| 54 | Wilson Vargas da Silveira         | PTB     | Porto Alegre         | Rio Grande do Sul  |
| 55 | Zacarias Albuquerque de Azevedo   | PTB     | Charqueadas          | Rio Grande do Sul  |